# Autoridad de Transporte del Estuario de Forth
La Autoridad de Transporte del Estuario de Forth (FETA, en inglés Forth Estuary Transport Authority) es la autoridad responsable de la administración del Puente Forth Road del Fiordo de Forth, ubicado al centroeste de Escocia.
FETA se compone de diez miembros distribuidos de la siguiente forma:
- cuatro en la ciudad de Edimburgo;
- cuatro en el Ayuntamiento de Fife;
- uno en el Ayuntamiento de Perth y Kinross;
- y uno en el Ayuntamiento de West Lothian.